# Chalgrove
Chalgrove is een civil parish in het bestuurlijke gebied South Oxfordshire, in het Engelse graafschap Oxfordshire met 2830 inwoners.